# Чернояс
Чернояс — река в России, течёт по территории Благовещенского района Республики Башкортостан. Устье реки находится на высоте 105 м над уровнем моря в 49 км по левому берегу реки Уса. Длина реки составляет 12 км.

## Данные водного реестра
По данным государственного водного реестра России относится к Камскому бассейновому округу, водохозяйственный участок реки — Уфа от Павловского гидроузла до водомерного поста посёлка городского типа Шакша, речной подбассейн реки — Белая. Речной бассейн реки — Кама.
Код объекта в государственном водном реестре — 10010201212111100023957.